# Брурсен, Надин
Надин Мартина Брурсен — нидерландская легкоатлетка, которая специализируется в многоборье. На олимпийских играх 2012 года заняла 13-е место с результатом 6319 очков. Четырёхкратная чемпионка Нидерландов в прыжках в высоту. Победительница национального чемпионата 2011 года в пятиборье. На чемпионате мира 2013 года в Москве заняла 10-е место. Чемпионка мира 2014 года в помещении в пятиборье, серебряный призёр чемпионата Европы 2014 года в семиборье.
В настоящее время владеет национальным рекордом в прыжке в высоту — 1,89 м.
Личный рекорд в пятиборье — 4830 очков, установила на чемпионате мира в Сопоте.

## Личные рекорды
На стадионе
| Дисциплина      | Результат | Ветер (м/с) | Дата            | Место     |
| --------------- | --------- | ----------- | --------------- | --------- |
| 200 метров      | 25,01     | -0,1        | 12 августа 2013 | Москва    |
| 800 метров      | 2.12,89   |             | 13 августа 2013 | Москва    |
| 100 м с/б       | 13,50     | -0,3        | 18 mei 2013     | Хорн      |
| Прыжок в высоту | 1,90 (NR) |             | 15 июня 2013    | Зальцбург |
| Прыжок в длину  | 6,20      | +1,3        | 30 июня 2013    | Ноттвиль  |
| Толкание ядра   | 14,34     |             | 29 juni 2013    | Ноттвиль  |
| Метание копья   | 54,97     |             | 27 mei 2012     | Гётцис    |
| Семиборье       | 6345      |             | 25/26 мая 2013  | Гётцис    |

В помещении
| Дисциплина      | Результат | Дата           | Место    |
| --------------- | --------- | -------------- | -------- |
| 800 метров      | 2.14,97   | 7 марта 2014   | Сопот    |
| 60 м с/б        | 8,32      | 1 марта 2013   | Гётеборг |
| Прыжок в высоту | 1,93 NR   | 7 марта 2014   | Сопот    |
| Прыжок в длину  | 6,17      | 7 марта 2014   | Сопот    |
| Толкание ядра   | 14,93     | 26 января 2014 | Шеффилд  |
| Пятиборье       | 4830 NR   | 7 марта 2014   | Сопот    |